# فورست هیل، لندن
longitudeفورست هیل، لندنlatitudeفورست هیل، لندن
فورست هیل، لندن (به انگلیسی: Forest Hill) یک ناحیه در لندن است که در منطقه لویشام لندن واقع شده‌است.

## نگارخانه

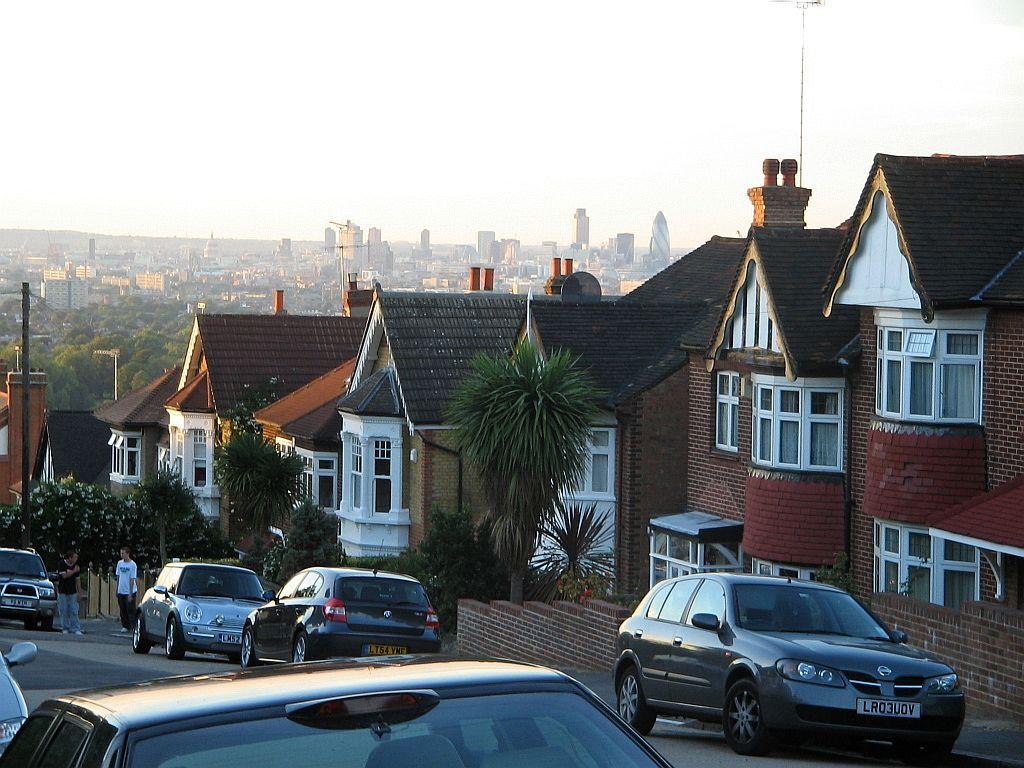
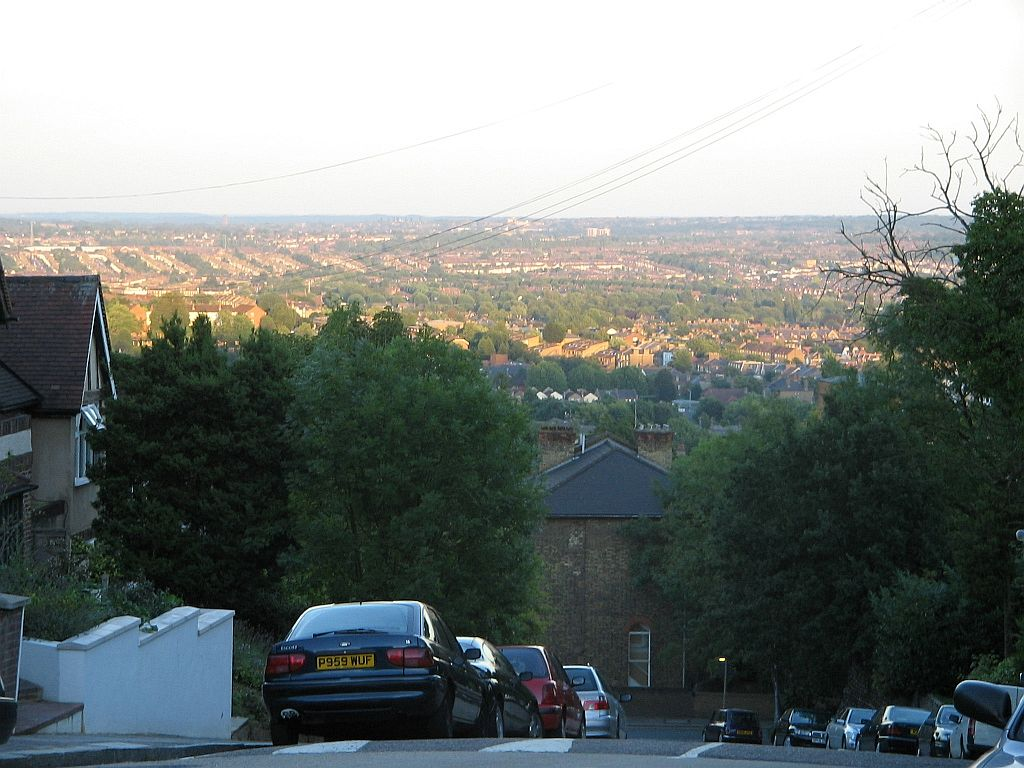
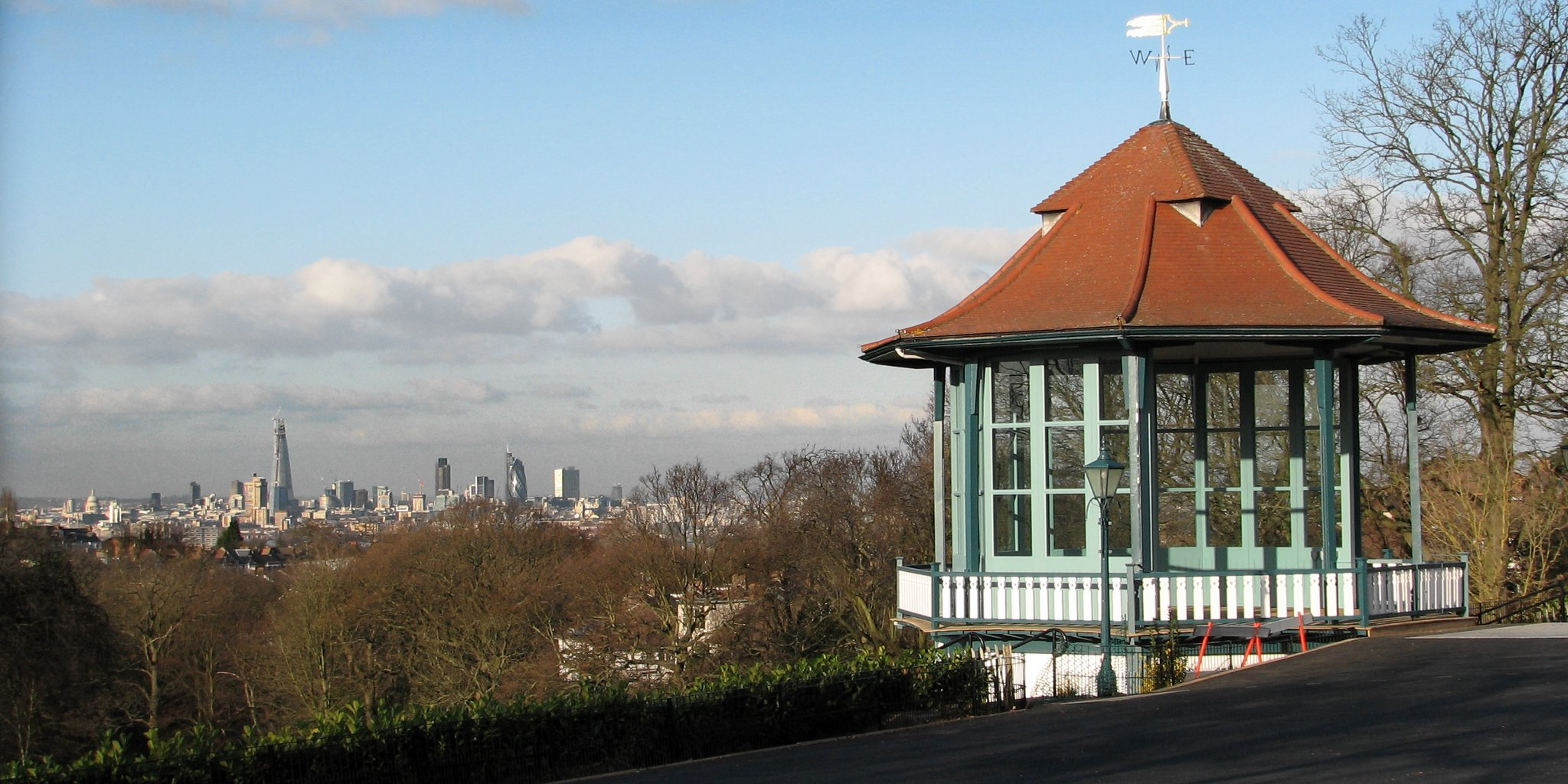